# 潮州鎮

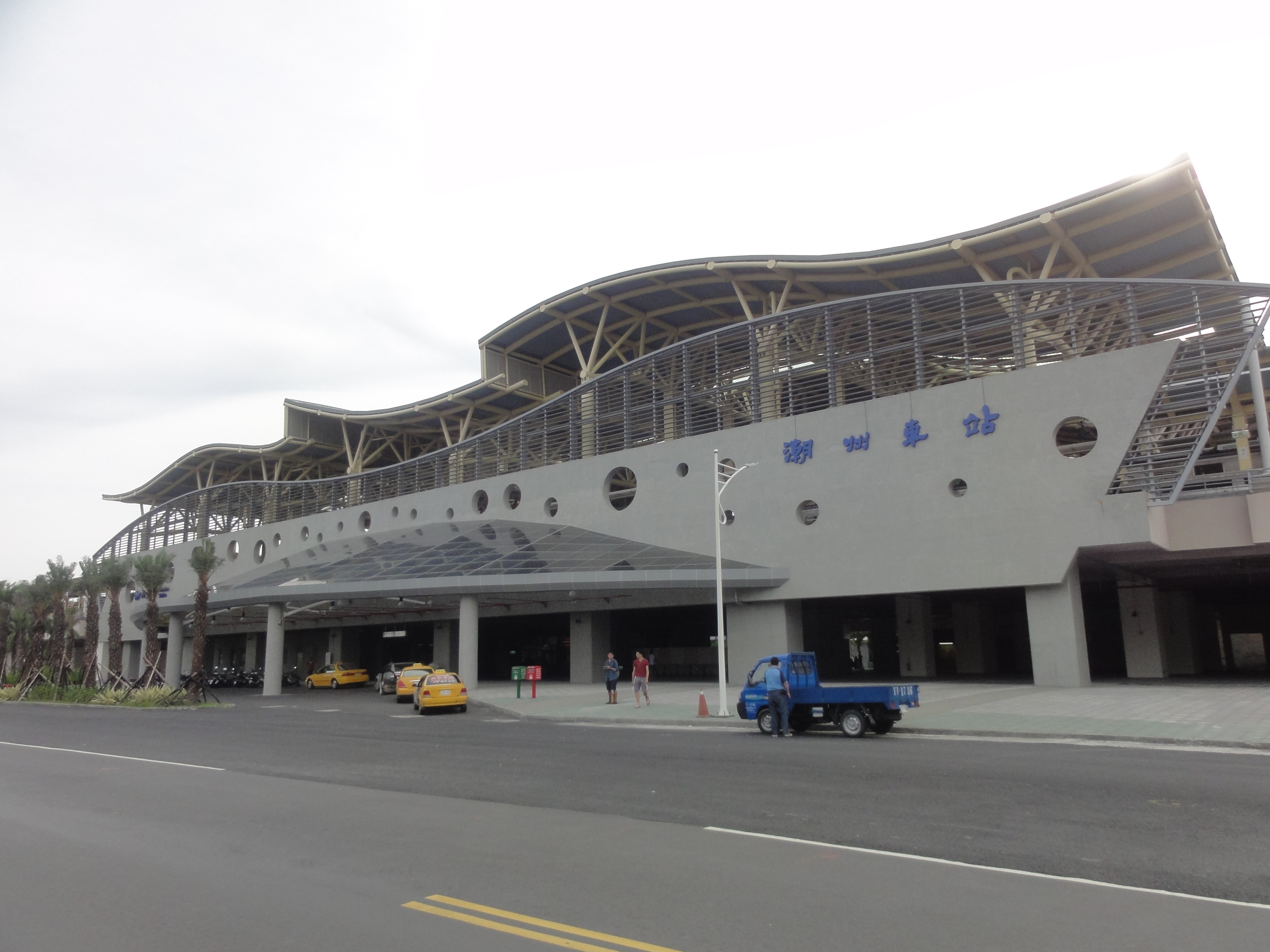
潮州駅

潮州鎮（チャオジョウ/ちょうしゅう-ちん）は台湾屏東県中央、屏東平原の上に位置する鎮。記録によると1724年、清の広東省潮州府の住民が新しい土地を開拓するために東方のこの地に渡り、「潮庄」と名づけた。初期の住民は旧市街に住み、三山国王廟を奉祠し、そこが今日の潮州市街の礎となった。

## 歴史
潮州の地名は広東省潮州府の府名から来ている。初期の開拓民は広東潮州府からの移住者が少なくなく、それらの移住者は新天地を開墾した後で、故郷を懐かしみ原籍の地名「潮州」庄と命名し、略称は「潮庄」となった。1920年潮州街が設立され、高雄州潮州郡の政治経済の中心となった。

## 行政区画
| 里 |
| --- |
| 潮州里、光華里、同栄里、新栄里、彭城里、九塊里、蓬莱里、五魁里、三星里、泗林里、四春里、三共里、檨子里、興美里、新生里、三和里、八爺里、光春里、永春里、富春里、崙東里 |

## 交通
- 台湾鉄路管理局屏東線
  - 潮州駅
- 台88線
- 国道三号（福高）
  - 竹田系統交流道（415）

## 教育

### 高級中学
- 国立潮州高級中学
- 私立日新高級工商職業学校

### 国民中学
- 屏東県立潮州国中
- 屏東県立光春国中

### 国民小学
| - 屏東県潮州鎮潮州国民小学 - 屏東県潮州鎮光春国民小学 - 屏東県潮州鎮四林国民小学 - 屏東県潮州鎮潮南国民小学 | - 屏東県潮州鎮潮東国民小学 - 屏東県潮州鎮潮昇国民小学 - 屏東県潮州鎮光華国民小学 - 屏東県潮州鎮潮和国民小学 |

## 著名居民
- アン・リー - 映画監督 (潮州鎮生まれ、父親は潮州高中の教務主任で、後に台南へ転居)

## 観光
- 潮州三山国王廟

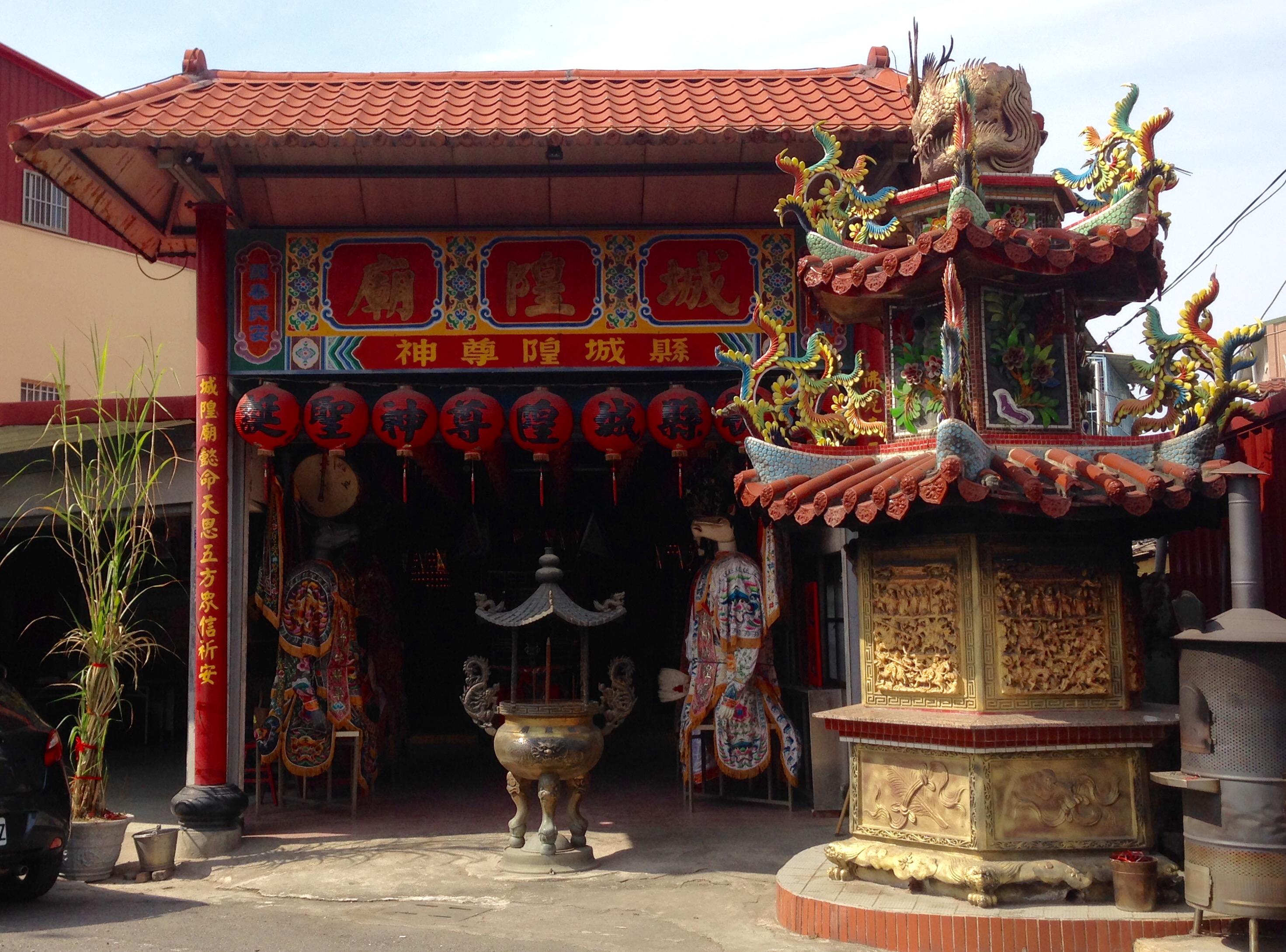
潮州城隍廟

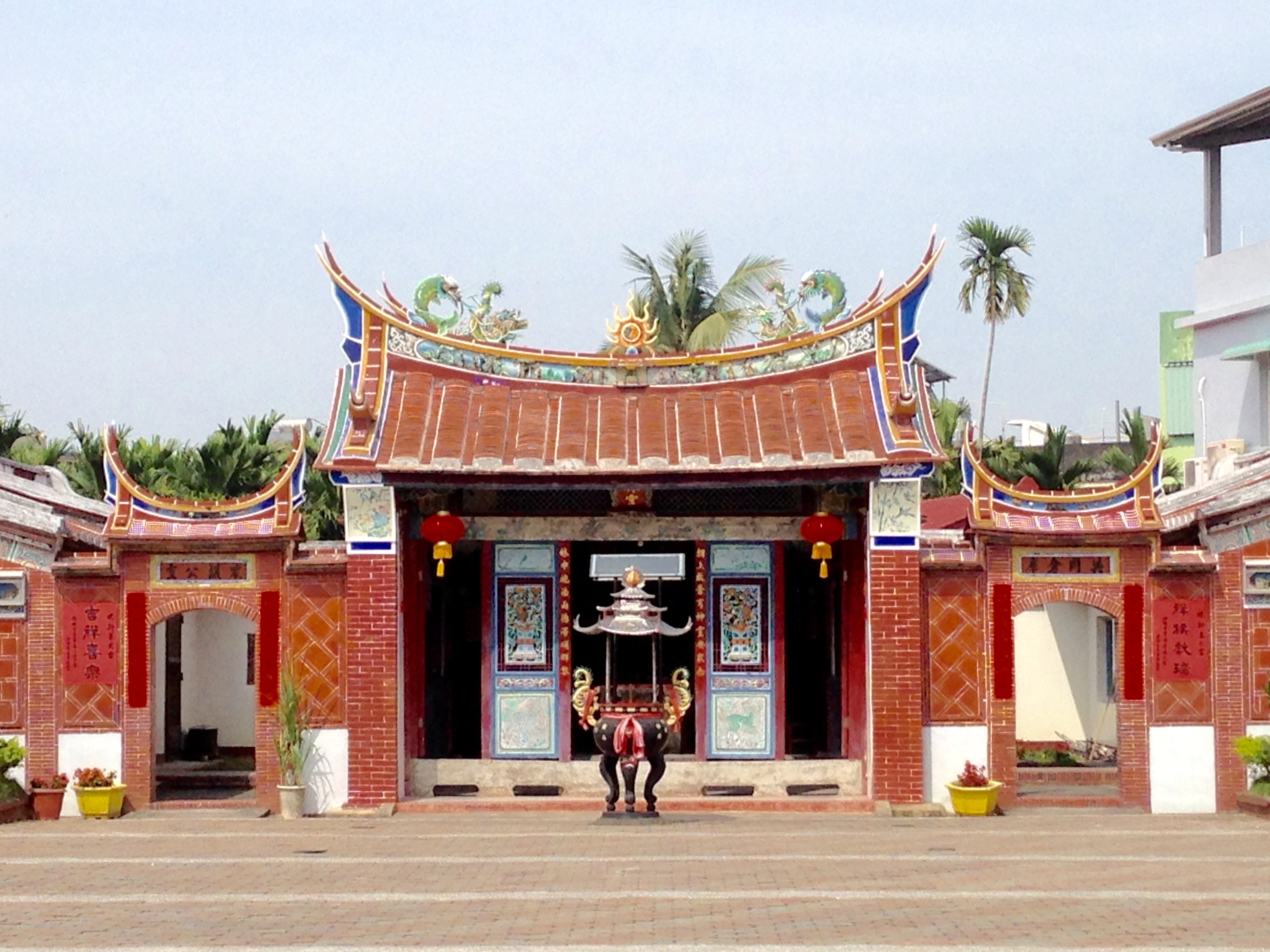
朝林宮

- 屏東戯曲故事館（中国語版）（旧潮州庄役場、潮州街役場、旧潮州郵便局）
- 公園鐘楼
- 潮州城隍廟
- 潮州河浜公園
- 8大森林博覧楽園
- 緑色隧道(8大森林博覧楽園旁)
- 潮州跳傘場
- 潮州夜市
- 公路新村

## 特産
- 潮州冷熱冰
- 歌仔戯:明華園歌仔戯団
- 椰子
- 檳榔
- 鰻
- 旗魚黒輪
- 潮州炒粿條